# Pontinia
Pontinia är en ort och kommun i provinsen Latina i regionen Lazio i Italien. Kommunen hade 14 946 invånare (2018).